# Bon Pastor (métro de Barcelone)
Bon Pastor est une station des lignes 9 et 10 du métro de Barcelone.

## Histoire
La station ouvre au public le 18 avril 2010, lors de l'extension de la ligne 9.

## À proximité
La station dessert le quartier éponyme, un des quartiers les plus isolés de Barcelone. Le métro est le premier transport en commun à desservir le secteur, inauguré en 2010.